# ルフラドム
ルフラドム（INN；Lufuradom）は、ベンゾジアゼピン誘導体薬物で、他のベンゾジアゼピンとは異なり、鎮痛薬として記載されている。その類似体であるチフルアドムと同様に販売されることはなかった。